# 徳竹貴光
徳竹 貴光（とくたけ たかみつ、1972年5月2日）は、気象予報士。長野県出身、成蹊大学経済学部経済学科卒業。愛称は「徳ちゃん」。
1999年、富山のチューリップテレビで気象キャスターを務める。その後東京に活動拠点を移し、ウェザーマップに所属してテレビ朝日・TBSラジオの番組内で活動。
英国ブラッドフォード大学経営大学院に留学し、MBA取得。外資系金融機関を経て、コンサルタントとして活動。

## 出演していた番組

### テレビ
- スーパーJチャンネル（テレビ朝日系、ただし、全国枠で出演するのは台風など重大な災害が発生・予想される時のみ）
- ニュースの森とやま（チューリップテレビ、天気担当）
- 富山とびきり木曜日（チューリップテレビ、天気担当）

### ラジオ
- 生島ヒロシのおはよう定食
- 生島ヒロシのおはよう一直線
- 森本毅郎・スタンバイ!
- 大沢悠里のゆうゆうワイド

（※いずれもTBSラジオ）

## 参考
- プロフィール